# 安德里德鄉
47°31′N 22°21′E / 47.517°N 22.350°E
安德里德鄉（羅馬尼亞語：Comuna Andrid, Satu Mare），是羅馬尼亞的鄉份，位於該國西北部，由薩圖馬雷縣負責管轄，面積62平方公里，海拔高度112米，2007年人口2,512，人口密度每平方公里40人。